# I sogni di Laura
I sogni di Laura (en español: Los sueños de Laura)  es el primer álbum absoluto, no oficial, de Laura Pausini a los trece años.

## Lista de canciones
| #   | Título                                                            | Duración |
| --- | ----------------------------------------------------------------- | -------- |
| 01. | Lasciami dormire • Música y Letra: Fabrizio Pausini               | 3:33     |
| 02. | Notte • Música y Letra: Fabrizio Pausini                          | 2:58     |
| 03. | All at Once • Música y Letra: Jeffrey L. Osborne, Michael Masser  | 4:40     |
| 04. | Cuori agitati • Música y Letra: Fabrizio Pausini                  | 3:12     |
| 05. | Quello che le donne non dicono • Música y Letra: Fabrizio Pausini | 3:59     |
| 06. | E non si finisce mai • Música y Letra: Fabrizio Pausini           | 4:19     |
| 07. | Le stelle • Música y Letra: Fabrizio Pausini                      | 2:01     |
| 08. | Love Me Tender • Música y Letra: Fabrizio Pausini                 | 2:23     |
| 09. | Destino • Música y Letra: Fabrizio Pausini                        | 3:51     |
| 10. | La fata delle favole • Música y Letra: Fabrizio Pausini           | 3:04     |
| 11. | Vita mia • Música y Letra: Fabrizio Pausini                       | 4:04     |
| 12. | Tanti auguri • Música y Letra: Fabrizio Pausini                   | 3:40     |
| 13. | Per ricominciare • Música y Letra: Fabrizio Pausini               | 1:35     |

- Datos: Q9006553